# Jacob Batalon
Jacob Batalon (ur. 9 października 1996 w Honolulu) – amerykański aktor pochodzenia filipińskiego, który między innymi zagrał postać Neda Leedsa w produkcjach franczyzy Filmowego Uniwersum Marvela.

## Życiorys

### Rodzina i wykształcenie
Jacob Batalon urodził się 9 października 1996 w Honolulu na Hawajach jako syn filipińskich imigrantów. Uczęszczał do szkół prywatnych i katolickich. Studiował teorię muzyki na Kapiolani Community College, studia te jednak przerwał i zapisał się na dwuletnie studia aktorskie w New York Conservatory for Dramatic Arts.
Ma piątkę przyrodniego rodzeństwa: brata i siostrę od strony matki oraz brata i dwie siostry od strony ojca.

### Kariera aktorska
Jacob Batalon aktorsko zadebiutował w 2016 roku, rolą Coopera w filmie North Woods.
W 2017 otrzymał rolę w filmie Spider-Man: Homecoming jako Ned Leeds, najlepszy przyjaciel Petera Parkera. Rolę tę powtórzył w kolejnych filmach Filmowego Uniwersum Marvela: Avengers: Wojna bez granic (2018), Avengers: Koniec gry (2019) i Spider-Man: Daleko od domu (2019).

## Filmografia
| Rok  | Tytuł                         | Rola         | Przypis |
| ---- | ----------------------------- | ------------ | ------- |
| 2016 | North Woods                   | Cooper       | [ 1 ]   |
| 2017 | Spider-Man: Homecoming        | Ned Leeds    | [ 8 ]   |
| 2018 | Każdego dnia                  | James        | [ 1 ]   |
| 2018 | Blood Fest                    | Krill        | [ 1 ]   |
| 2018 | Banana Split                  | Jacob        | [ 9 ]   |
| 2018 | Avengers: Wojna bez granic    | Ned Leeds    | [ 5 ]   |
| 2019 | Avengers: Koniec gry          | Ned Leeds    | [ 6 ]   |
| 2019 | Spider-Man: Daleko od domu    | Ned Leeds    | [ 7 ]   |
| 2019 | The True Don Quixote Dish     | Sancho Pansa | [ 1 ]   |
| 2019 | Let It Snow                   |              | [ 1 ]   |
| 2021 | Spider-Man: Bez drogi do domu | Ned Leeds    | [ 10 ]  |